# Winners (album de Kleeer)
Albums de Kleeer
I Love to Dance
(1979) License to Dream
(1981)
Singles
1. Winners
Sortie : 1980
2. Open Your Mind
Sortie : 1980

Winners est le deuxième album studio de Kleeer, sorti en 1979.
L'album s'est classé 24e au Top R&B/Hip-Hop Albums et 140e au Billboard 200.

## Liste des titres
| No | Titre                | Durée |
| -- | -------------------- | ----- |
| 1. | Winners              | 7:09  |
| 2. | I Still Love You     | 4:12  |
| 3. | Your Way             | 4:44  |
| 4. | Close to You         | 5:24  |
| 5. | Rollin' On           | 3:49  |
| 6. | Nothin' Said         | 4:54  |
| 7. | Hunger For Your Love | 5:34  |
| 8. | Open Your Mind       | 6:44  |